# Skånevikfjorden
Skånevikfjorden er en del af Hardangerfjorden i Kvinnherad og Etne kommuner i Vestland fylke i Norge. Det meste af fjorden ligger på sydøstsiden af Halsnøya og nord for Skånevik.
Fjorden er en fortsættelse af Bjoafjorden og Melen i vest, og herfra går den 15 kilometer mod nordøst til den deler sig i Matrefjorden og Åkrafjorden. Medregnet Åkrafjorden er fjordsystemet 46 kilometer langt. 
Det vestlige indløb til fjorden ligger mellem Melsneset på Borgundøya i nordvest og Kjølbergneset i sydøst. Området fra Kjølbergneset mod  nordøst kaldes Skånevikstranda. Lidt længere mod øst ligger landsbyen Skånevik som fjorden er opkaldt efter. Herfra går der færge over fjorden til Utåker og til Matre. Nord for Skånevik strækker halvøen Vannes sig mod nord i fjorden. På østsiden af Vannes ligger indløbet til Åkrafjorden. 
Mellem Halsnøya og fastlandet går Høylandssundet mod nordvest til Husnesfjorden på nordsiden af øen. Øst for dette sund og lidt inde i fjorden ligger Utåker på og lige øst derfor ligger indløbet til Matrefjorden.